# Cercopithecidae
Los cercopitécidos o Monos del viejo mundo modernos (Cercopithecidae, del griego κέρκος, kerkos, 'cola', y πίθηκος, pithēkos, 'mono') son una familia de primates de la superfamilia Cercopithecoidea incluida dentro del clado Catarrhini. Dentro de esta gran familia se clasifican 21 géneros y 139 especies vivientes e incluyen varios primates como los babuinos, cercopitecos, macacos, mandriles y colobos. 
Filogenéticamente, están más emparentados con los simios que con los monos del Nuevo Mundo, ya que los monos del Viejo Mundo y los simios divergieron de un antepasado común hace entre 25 y 30 millones de años.  Este clado, que contiene los monos del Viejo Mundo y los simios, divergió de un ancestro común con los monos del Nuevo Mundo hace alrededor de 45 a 55 millones de años. Las especies individuales de monos del Viejo Mundo están más emparentadas entre sí que con los simios o cualquier otra agrupación, con un antepasado común hace unos 14 millones de años.
En la actualidad, los monos del Viejo Mundo son nativos de África y Asia, y habitan en numerosos entornos: selvas tropicaless, sabanas, matorrales y terrenos montañosos. En el pasado habitaron gran parte de Europa; hoy, los únicos supervivientes en Europa son los macacos de Berbería de Gibraltar. Se desconoce si eran nativos de Gibraltar o si fueron traídos por los humanos.
Algunos monos del Viejo Mundo son arborícolas, como los colobos; otros son terrestres, como los babuinos. La mayoría son al menos parcialmente omnívoros, pero todos prefieren la materia vegetal, que constituye la mayor parte de su dieta. La mayoría son muy oportunistas, comen principalmente fruta, pero también consumen casi cualquier alimento disponible, como flores, hojas, bulbos y rizomas, insectos, caracoles, pequeños mamíferos, y basura y limosnas de los humanos.

## Características
Los cercopitécidos, con respecto a otros primates, tienen un tamaño mediano a grande. Varían desde especies arbóreas como los colobos hasta formas completamente terrestres como los babuinos. Los más pequeños son los talapoines (Miopithecus) que tienen una longitud de 34 a 37 centímetros y un peso entre 0,7 y 1,3 kilogramos; los más grandes son los mandriles (Mandrillus sphinx), cuyos machos miden hasta 70 cm y llegan a pesar hasta 50 kilogramos (las hembras de la especie son significativamente más pequeñas).
Se diferencian en su aspecto exterior de los homínidos por la presencia de cola y de los monos del nuevo mundo (platirrinos) por sus colas no prensiles. La diferencia morfológica fundamental entre los catarrinos y los platirrinos, radica en su estructura nasal, y entre los cercopitécidos y los homínidos es la dentadura (el número de dientes es el mismo, pero tienen diferente forma). En los platirrinos las fosas nasales apuntan lateralmente, mientras en los catarrinos, apuntan hacia abajo. Otras diferencias incluyen un hueso ectotimpánico tubular y ocho en lugar de doce premolares, con una fórmula dental de: {\displaystyle {\tfrac {2.1.2.3}{2.1.2.3}}}
Varios monos del Viejo Mundo presentan rarezas anatómicas. Por ejemplo, los monos colobos tienen pulgares en forma de muñones para facilitar sus movimientos arborícolas, el mono narigudo tiene una nariz extraordinaria, mientras que los monos de nariz respingona casi no tienen nariz.
El pene del mandril macho es de color carmesí y el escroto es lila; la cara también es de colores vivos. La coloración es más pronunciada en los machos dominantes.

## Comportamiento y ecología

### Dieta
La mayoría de los monos del Viejo Mundo son al menos parcialmente omnívoros, pero todos prefieren la materia vegetal, que constituye la mayor parte de su dieta. Los monos de hoja son los más vegetarianos, subsistiendo principalmente de hojas y comiendo sólo un pequeño número de insectos, mientras que las otras especies son muy oportunistas, comiendo principalmente fruta, pero también consumiendo casi cualquier alimento disponible, como flores, hojas, bulbos y rizomas, insectos, caracoles e incluso pequeños vertebrados.  La dieta del macaco de Berbería consiste principalmente en hojas y raíces, aunque también come insectos y utiliza cedros como fuente de agua.

### Reproducción
En los monos del Viejo Mundo, la gestación dura entre cinco y siete meses. Los partos suelen ser únicos, aunque, como en el caso de los humanos, ocasionalmente se producen gemelos. Las crías nacen relativamente bien desarrolladas y son capaces de agarrarse al pelaje de su madre con las manos desde el nacimiento. En comparación con la mayoría de los mamíferos, tardan mucho en alcanzar la madurez sexual, siendo de cuatro a seis años en la mayoría de las especies.

### Sistemas sociales
En la mayoría de las especies, las hijas permanecen con sus madres de por vida, por lo que el grupo social básico entre los monos del Viejo Mundo es una tropa matrilineal. Los machos abandonan el grupo al llegar a la adolescencia y buscan una nueva tropa a la que unirse. En muchas especies, un solo macho adulto vive con cada grupo, expulsando a todos los rivales, pero otras son más tolerantes, estableciendo relaciones jerárquicas entre machos dominantes y subordinados. El tamaño de los grupos es muy variable, incluso dentro de una misma especie, dependiendo de la disponibilidad de alimentos y otros recursos.

## Evolución
El reloj molecular estima la divergencia entre cercopitécidos y hominoideos en 25-30 millones de años, pero no han aparecido fósiles de más de 25,2 millones de años para comprobarlo; concretamente, el cercopitécido más antiguo conocido es Nsungwepithecus y el hominoideo más antiguo conocido es Rukwapithecus, ambos encontrados en la Formación Nsungwe, en la parte occidental del Gran Valle del Rift, en Tanzania.

## Clasificación
- Familia Cercopithecidae[10]
  - Subfamilia Victoriapithecinae † (a veces tratada como familia independiente)[11]
    -       - Género Victoriapithecus †
      - Género Prohylobates †
      - Género Adelopithecus †

  - Subfamilia Cercopithecinae
    -       - Género Allenopithecus
        - Allenopithecus nigroviridis

      - Género Cercocebus
        - Cercocebus agilis
        - Cercocebus atys
        - Cercocebus chrysogaster
        - Cercocebus galeritus
        - Cercocebus sanjei
        - Cercocebus torquatus

- -     -       - Género Cercopithecus
        - Cercopithecus albogularis
        - Cercopithecus ascanius
        - Cercopithecus campbelli
        - Cercopithecus cephus
        - Cercopithecus denti
        - Cercopithecus diana
        - Cercopithecus doggetti
        - Cercopithecus dryas
        - Cercopithecus erythrogaster
        - Cercopithecus erythrotis
        - Cercopithecus hamlyni
        - Cercopithecus kandti
        - Cercopithecus lhoesti
        - Cercopithecus lomamiensis[12]
        - Cercopithecus lowei
        - Cercopithecus mitis
        - Cercopithecus mona
        - Cercopithecus neglectus
        - Cercopithecus nictitans
        - Cercopithecus petaurista
        - Cercopithecus pogonias
        - Cercopithecus preussi
        - Cercopithecus roloway
        - Cercopithecus sclateri
        - Cercopithecus solatus
        - Cercopithecus wolfi

      - Género Chlorocebus
        - Chlorocebus aethiops
        - Chlorocebus cynosuros
        - Chlorocebus djamdjamensis
        - Chlorocebus pygerythrus
        - Chlorocebus sabaeus
        - Chlorocebus tantalus

      - Género Erythrocebus
        - Erythrocebus patas

      - Género Lophocebus[13][14]
        - Lophocebus albigena
        - Lophocebus aterrimus
        - Lophocebus johnstoni
        - Lophocebus opdenboschi
        - Lophocebus osmani
        - Lophocebus ugandae

- -     -       - Género Macaca
        - Macaca arctoides
        - Macaca assamensis
        - Macaca cyclopis
        - Macaca fascicularis
        - Macaca fuscata
        - Macaca hecki
        - Macaca leonina
        - Macaca maura
        - Macaca mulatta
        - Macaca munzala[15]
        - Macaca nemestrina
        - Macaca nigra
        - Macaca nigrescens
        - Macaca ochreata
        - Macaca pagensis
        - Macaca radiata
        - Macaca siberu
        - Macaca silenus
        - Macaca sinica
        - Macaca sylvanus
        - Macaca thibetana
        - Macaca tonkeana

      - Género Mandrillus
        - Mandrillus leucophaeus
        - Mandrillus sphinx

      - Género Miopithecus
        - Miopithecus ogouensis
        - Miopithecus talapoin

- -     -       - Género Papio
        - Papio anubis
        - Papio cynocephalus
        - Papio hamadryas
        - Papio papio
        - Papio ursinus

- -     -       - Género Rungwecebus
        - Rungwecebus kipunji[16]

      - Género Theropithecus
        - Theropithecus gelada

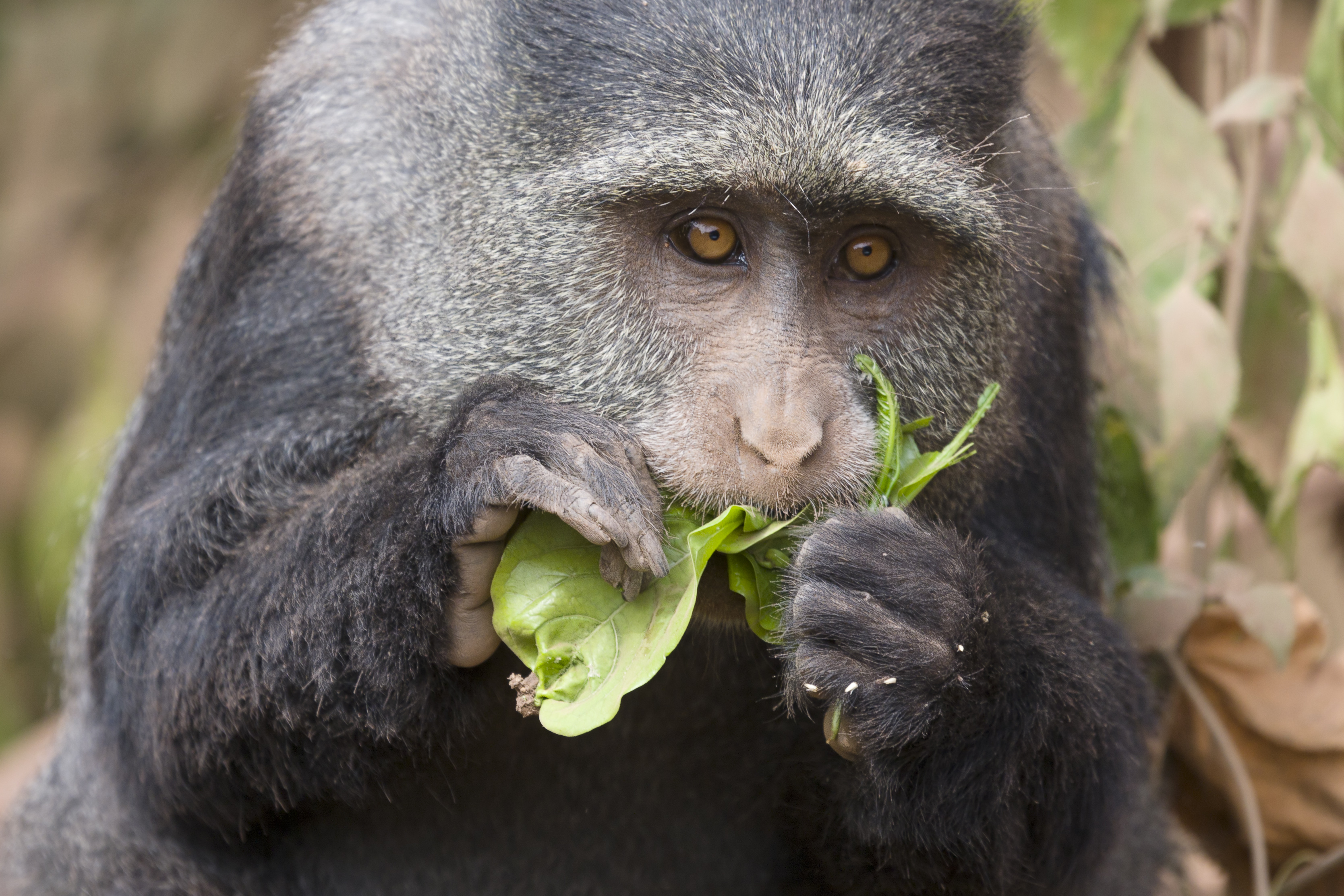
Cercopithecus mitis

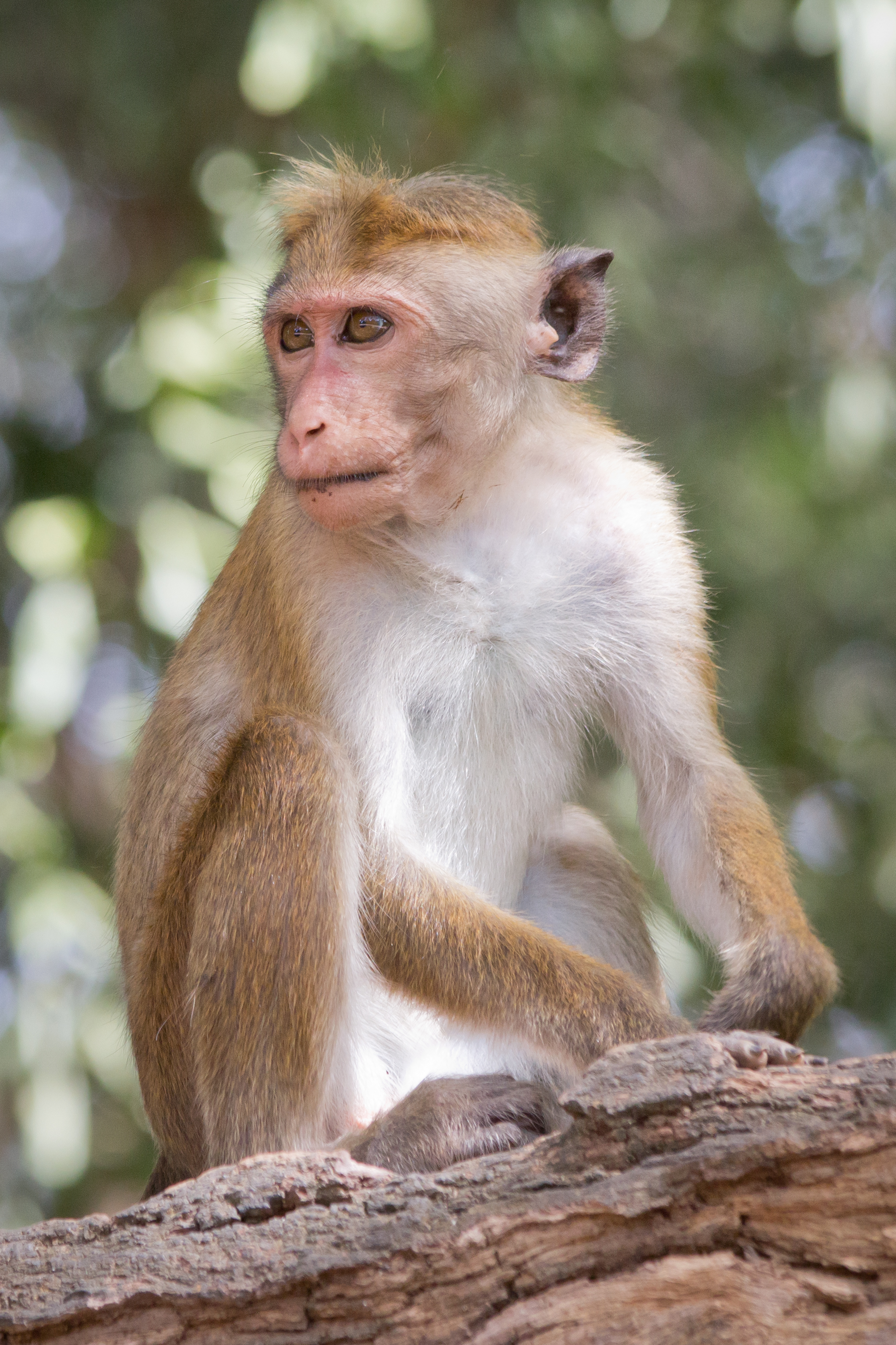
Macaca sinica

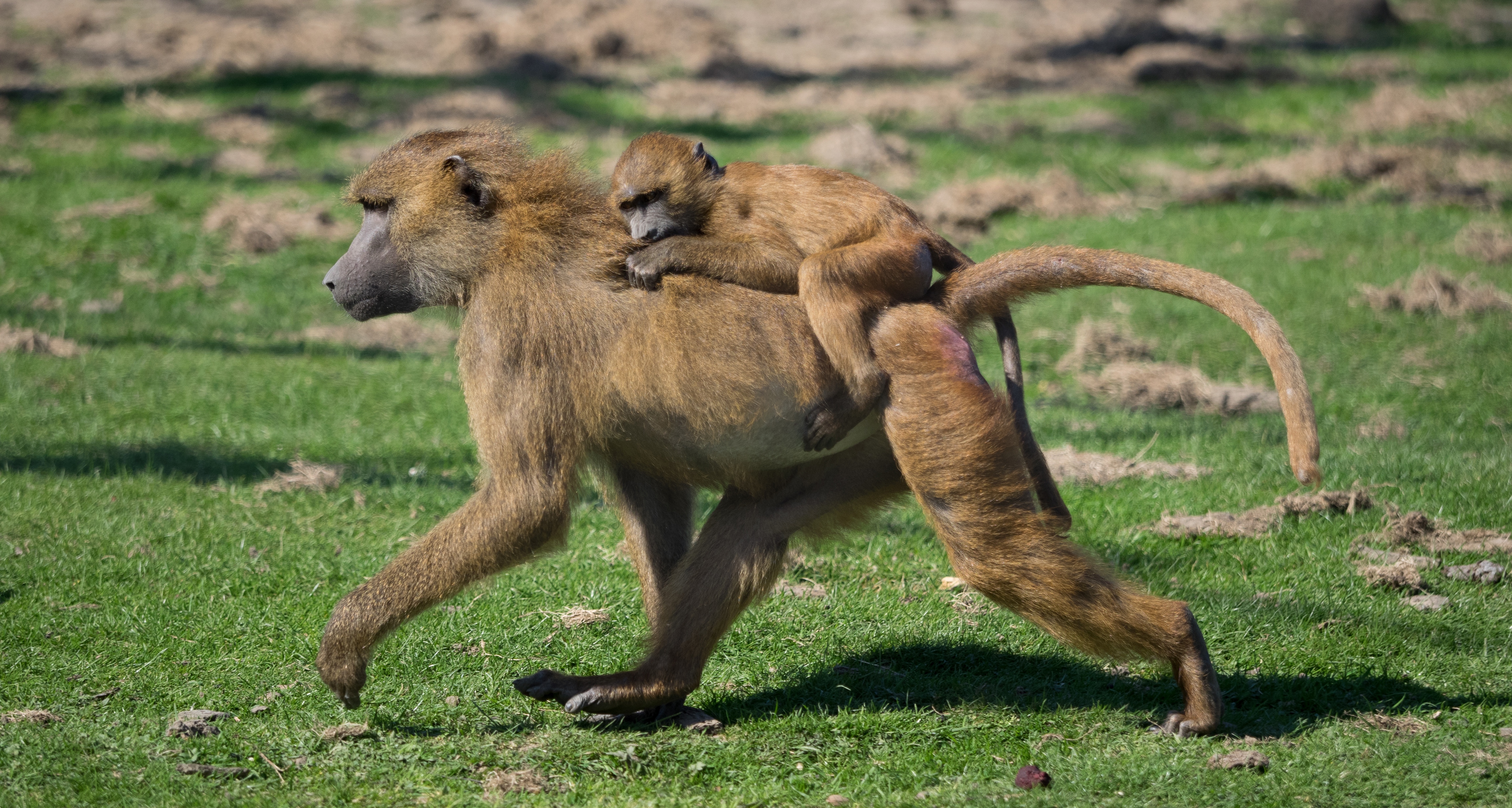
Papio papio

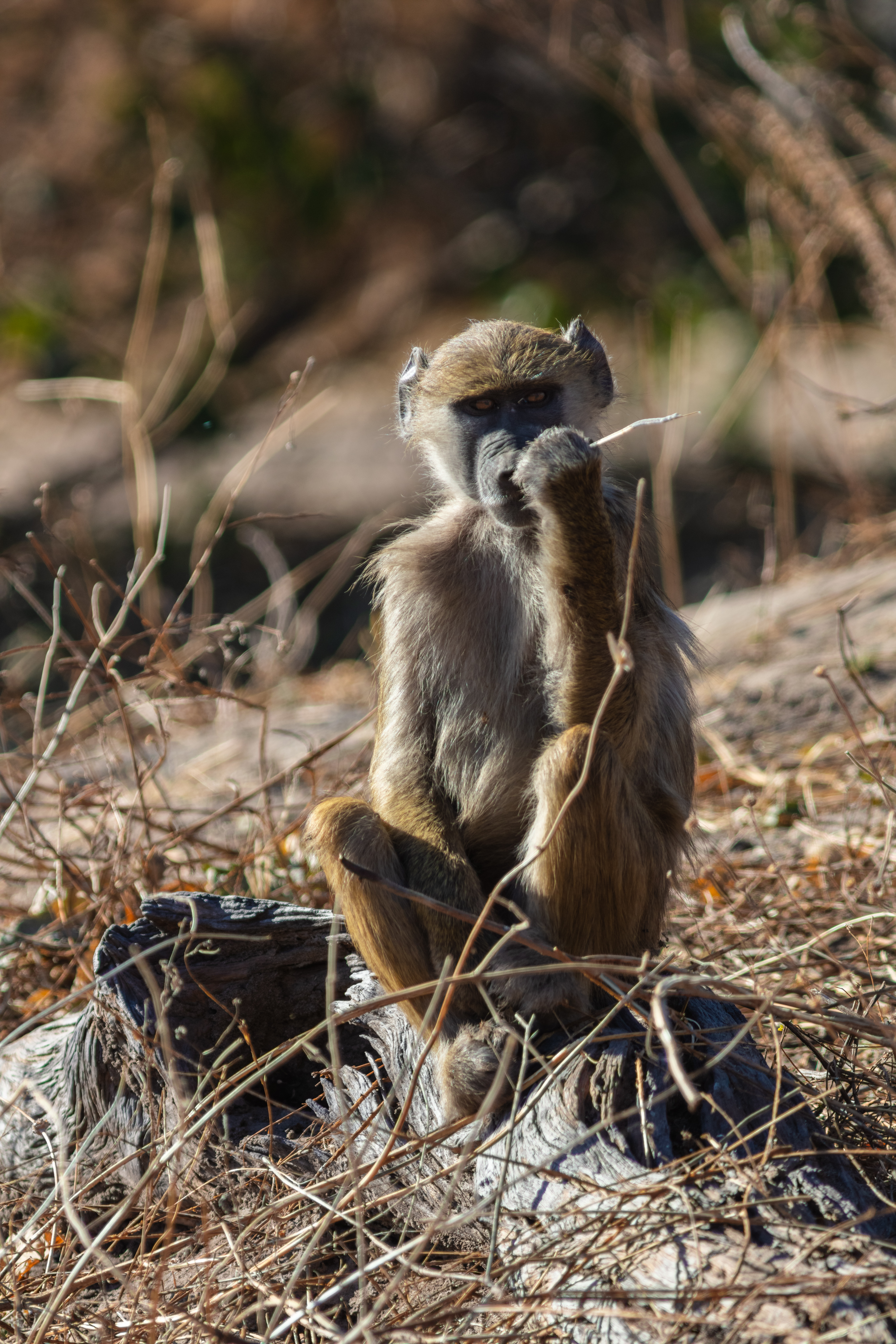
Papión chacma (Papio ursinus), parque nacional de Chobe, Botsuana.

        - Theropithecus brumpti (extinta)
        - Theropithecus oswaldi (extinta)

  - Subfamilia Colobinae
    - Género Colobus
      - Colobus angolensis
      - Colobus guereza
      - Colobus polykomos
      - Colobus satanas
      - Colobus vellerosus

    - Género Nasalis
      - Nasalis larvatus

    - Género Piliocolobus
      - Piliocolobus badius
      - Piliocolobus foai
      - Piliocolobus gordonorum
      - Piliocolobus kirkii
      - Piliocolobus pennantii
      - Piliocolobus preussi
      - Piliocolobus rufomitratus
      - Piliocolobus tephrosceles
      - Piliocolobus tholloni

    - Género Presbytis
      - Presbytis chrysomelas
      - Presbytis comata
      - Presbytis femoralis
      - Presbytis frontata
      - Presbytis hosei
      - Presbytis melalophos
      - Presbytis natunae
      - Presbytis potenziani
      - Presbytis rubicunda
      - Presbytis siamensis
      - Presbytis thomasi

    - Género Procolobus
      - Procolobus verus

    - Género Pygathrix
      - Pygathrix cinerea
      - Pygathrix nemaeus
      - Pygathrix nigripes

    - Género Rhinopithecus
      - Rhinopithecus avunculus
      - Rhinopithecus bieti
      - Rhinopithecus brelichi
      - Rhinopithecus roxellana

    - Género Semnopithecus
      - Semnopithecus ajax
      - Semnopithecus dussumieri
      - Semnopithecus entellus
      - Semnopithecus hector
      - Semnopithecus hypoleucos
      - Semnopithecus priam
      - Semnopithecus schistaceus

    - Género Simias
      - Simias concolor

    - Género Trachypithecus
      - Trachypithecus auratus
      - Trachypithecus barbei
      - Trachypithecus cristatus
      - Trachypithecus delacouri
      - Trachypithecus ebenus
      - Trachypithecus francoisi
      - Trachypithecus geei
      - Trachypithecus germaini
      - Trachypithecus hatinhensis
      - Trachypithecus johnii
      - Trachypithecus laotum
      - Trachypithecus obscurus
      - Trachypithecus phayrei
      - Trachypithecus pileatus
      - Trachypithecus poliocephalus
      - Trachypithecus shortridgei
      - Trachypithecus vetulus